# Отаман

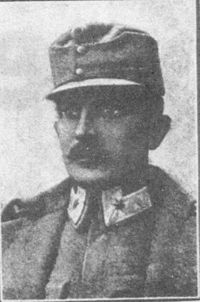
Степан Шухевич у однострої отамана УСС (1910-ті)

Ота́ман — провідник, керівник, начальник, командир, вождь. В українській історії це був носій владних повноважень — у різний час різних категорій (найчастіше у війську). Одна з перших згадок про це слово (у формі «атаман») міститься у повідомленні про битву під Синіми Водами, коли Подніпров'я було визволено з-під влади Орди й потрапило під руку Литви. Чітко видно зв'язок цього поняття з суспільним порядком Подніпров'я (України) часів Татарщини (Золотої Орди), Держави Війська татар-степовиків.

## Перші згадки і походження
У недатованій літописній оповіді про битву під Синіми водами зустрічаємо одну з перших згадок тлумачення «отаман» («атаман») у контексті опису укладу України епохи Татарщини:
| Коли господаремь был на литовьскои земли князь великий Олгирд и, шедь в поле с литовьским воискомь, побиль татар на Синеи воде, трех братовь: князя Хачебея а Кутлубуга и Дмитрия. А тыи трии браты Татарьское земли, отчичи и дедичи Подольскои земли, а отт них заведали атамани и боискаки, приеждючи от тыхь атамоновь, имовали с Подольскои земли дан. |
Старовинне слово, яке зустрічається в мовах степовиків (тюрків, казахів, киргизів, запорізьких і донських козаків тощо) для позначення начальника, старшого в тій чи тій області або ж справі. Чинні варіанти вимови і написання — отама́н, ота́ман, атама́н. Ймовірно, походить від двох слів — «ота» («ата») — «батя», «батько», «тато» і «ман» — «людина». Таким чином первісне значення слова «отаман» — «батько людей» чи «людина, яка є батьком». Слово швидше за все походить з тих часів, коли Великим Степом кочували невеликі племена скотарів (родини, роди), які підкорялися одному батьку-начальнику (в українських перекладах Святого Письма їх ще називають патріархами). Ця степова родоплемінна організація в надалі стала основою устрою Великої Степової Монгольської Імперії, побудованої Чингіз-ханом, якого степовики теж називали «батьком».
Однак, існує інша, українська, версія походження слова "ота-ман"... складається із слів "отут" та "манити"... "манити", архаїчне українське слово на позначення "керувати", "вести", "провадити"... на противагу до слова "геть-ман": вести в далечінь...
Люди, які вийшли з родо-племінної структури Великого Війська Степового, в подальшому стали основою для козацьких військ — Війська Запорізького і Війська Донського. Тому не дивно, що ці військові утворення перейняли багато чого з устрою і термінології війська Монгольської імперії, зокрема поняття отамана — батька-командира.
Таким чином, слово «отаман» може мати такий ряд слів-синонімів: провідник, начальник, керівник, старший, вождь, ватажок, князь, батько (у значенні шанобливого ставлення до ватажка, наприклад, батько Махно, чи як у народній пісні — «Ой, Богдане, батьку Хмелю…»).

## Категорії отаманів
- Виборна службова особа у Запорозькій Січі в 16–18 століттях, яка очолювала січову організацію (див. Кошовий отаман) або військово-адміністративну одиницю — курінь (див. Курінний отаман). У випадку, якщо отаман не обирався, а був призначений (наприклад, під час військових походів) його називали наказним отаманом.
- У Гетьманщині у 17–18 століттях існували посади городових, сотенних і сільських отаманів.
- Військове звання в Армії Української Народної Республіки у 1917—1919 роках отаман командував корпусом, дивізією, армійською групою. В 1920 році замість звання отаман було запроваджено військовий чин — генерал. У 1918—1925 роках Симон Петлюра обіймав пост Головного отамана Армії УНР. У 1919—1920 роках для командування бойовими діями на фронті Головний отаман призначав наказних отаманів.
- Військове звання у Легіоні Українських Січових Стрільців у 1914—1918 роках та Українській Галицькій Армії в 1918—1919 роках, яке прирівнювалося до рангу майора.
- Керівники повстанських загонів і партизанських з'єднань у період українських національно-визвольних змагань 1917—1921 років часто називали себе отаманами.
- Керівники місцевої адміністрації часів татарського панування на Поділлі у XIV ст.[2].

## Типи козацьких отаманів
Розрізняють такі різновиди отаманів: За джерелом влади і авторитету:
- Виборний отаман — отаман, обраний колом козаків, яким він керує;
- Наказний отаман — отаман, призначений чи затверджений волею виборного отамана вищого рангу, обраного цим колом козаків;
- Самозваний отаман — людина, яку проголосили або вона сама себе проголосила отаманом, не погоджуючи своє рішення з колом.

За керівництвом:
- Кошовий отаман — виборна службова особа в Запорозькій Січі (XVI—XVIII ст.), яка зосереджувала у своїх руках найвищу військову, адміністративну і судову владу, очолював Кіш Запорізької Січі;
- Курінний отаман — в Україні виборна особа, що очолювала курінь;
- Сотенний отаман — був перший після сотника, урядував разом з ним у сотенній канцелярії, доглядав за поліцією, а в походах був його помічником.
- Городовий отаман — голова міського козацького самоврядування другої половини 17–18 століть;
- Селищний отаман — голова селищного козацького самоврядування другої половини 17–18 століть;
- Станичний отаман — голова станиці.
- Головний отаман — посада верховного головнокомандувача всіх військових формувань Української Народної Республіки.
- Військовий отаман — посада у Чорноморському та Кубанському козацьких військах.
- Верховний отаман — вища посада у деяких українських козацьких громадських організаціях.

## Старшинське (офіцерське) званняУкраїнських січових стрільців(1914—1918)

Знаки розрізнення отамана Українських січових стрільців (1914—1918)

Штаб-офіцерське (старшинське) військове звання українських січових стрільців, австро-угорським еквівалентом було військове звання «майор» (нім. major). Вище за рангом ніж сотник, але нижче за підполковника.
Українські січові стрільці, українське добровольче національне формування (легіон) у складі австро-угорської армії, мало такі ж знаки розрізнення, як й інші підрозділи цісарського війська. Звання хоч і мали українську назву, але були порівняні до австро-угорських. Знаки розрізнення були на петлицях (для УСС синього кольору) у вигляді шестипроменевих зірочок та галунів (широкого для штаб-офіцерів, вузького для хорунжого та підхорунжого). У 1915 році був виданий указ щодо використання добровольцями чотирипроменевих зірочок як знаків розрізнення, замість шестипроменевих, також змінювалося їх розташування на петлицях, але це нововведення не набуло широкого розповсюдження. Наприкінці 1916 року в Австро-угорській імперії була введена нова форма, для якої не передбачалися кольорові петлиці. Знаки розрізнення кріпилися на комірі мундиру, за ними нашивалися вертикальні кольорові стрічки (для українського легіону жовта та блакитна стрічки).
Знаками розрізнення отамана була одна срібляста металева шестипроменева зірочка на петлиці (чи на комірі мундиру). Вздовж петлиці йшов широкий золотистий галун.

## Військове званняУкраїнської Галицької армії(1919—1920)

Знаки розрізнення отамана УГА

Штаб-офіцерське (булавна старшина) військове звання Української Галицької Армії. Вище за рангом ніж сотник, але нижче за підполковника. Звання отамана УГА було еквівалентом майора у сучасних Збройних силах України.
Українська Галицька армія (УГА) регулярна армія Західно-Української Народної Республіки (ЗУНР). Знаки розрізнення були введені Державним секретаріатом військових справ (ДСВС) Західної області УНР 22 квітня 1919 року і уявляли собою комбінацію стрічок на рукавах однострою та «зубчатки» на комірах.
За знаки розрізнення отаман мав на кожному з рукавів по одній стрічці з розеткою на кінці. Стрічка розміщувалася на підкладці кольору відповідного до роду військ (наприклад жовтого кольору для кавалерії). Зубчатка булавної старшини відповідного військового кольору, на золотому прямокутному підкладі (72х30 мм).